# Orthocentrus corrugatus
Orthocentrus corrugatus är en stekelart som beskrevs av Holmgren 1858. Orthocentrus corrugatus ingår i släktet Orthocentrus och familjen brokparasitsteklar. Arten är reproducerande i Sverige. Inga underarter finns listade i Catalogue of Life.